# Nationalmuseum der Demokratischen Republik Kongo
Das Nationalmuseum der Demokratischen Republik Kongo (französisch: Musée National de la République Démocratique du Congo (MNRDC)) ist ein Museum für die Kulturgeschichte der zahlreichen Ethnien und historischen Epochen der Demokratischen Republik Kongo in der Hauptstadt Kinshasa. Es wurde der DR Kongo im Juni 2019 durch Vertreter der Republik Korea als Sponsor offiziell übergeben und löste damit das bisherige Nationalmuseum auf dem Mont Ngaliema in Kinshasa ab.
Die Baukosten von 21 Millionen US-Dollar wurden durch die koreanische Agentur für Zusammenarbeit (KOICA) finanziert. Das Gebäude wurde nach einer Bauzeit von 33 Monaten in Zusammenarbeit zwischen Fachleuten der DR Kongo und der Republik Korea unter modernen Gesichtspunkten (landesübliche Baumaterialien, natürliche Luftzirkulation unter teilweisem Verzicht auf Klimaanlagen) erbaut und stellt die bis dato größte kulturpolitische Investition Südkoreas in Zentralafrika dar. Damit wurde der lang gehegte Plan verwirklicht, ein für die Kulturgeschichte des Kongos angemessenes, modernes Museum zu errichten.

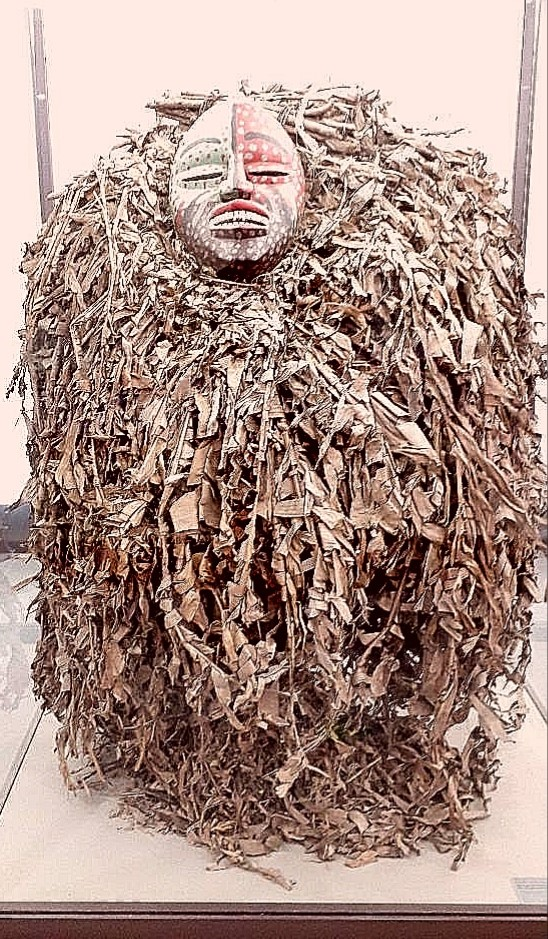
Kostüm eines maskierten Tänzers im Nationalmuseum der DR Kongo

Auf 6000 m² werden in drei Sälen 400 Objekte in ihrem kulturellen Kontext präsentiert, wobei jedoch der größte Teil der ca. 12.000 Objekte umfassenden Bestände des Museums in Depots gelagert werden muss. Anders als in der Vergangenheit, als die Leitung und wissenschaftliche Zusammenarbeit jahrzehntelang durch belgische Wissenschaftler des Afrikamuseums bei Brüssel bestimmt war, wurden kongolesische Fachleute nun auch in Südkorea fortgebildet. Somit haben die kongolesischen Kulturpolitiker ihre Zusammenarbeit auf eine breitere internationale Basis gestellt als bisher.
Das Museum wurde am 23. November 2019 durch den Präsidenten der DR Kongo, Félix Tshisekedi, für das Publikum eröffnet. Mit Bezug auf Forderungen nach Repatriierung kongolesischer Kulturgüter, zum Beispiel aus dem Afrikamuseum in einem Vorort von Brüssel, dankte er der ehemaligen Kolonialmacht Belgien dafür, dass man dort dem Kongo geholfen habe, sein Erbe zu bewahren, und sprach sich gleichzeitig auch für eine „organisierte“ Rückkehr der Werke aus. „Es ist eine Sache, nach den Objekten zu fragen, eine andere, sie richtig aufzubewahren. Die Idee ist also da, aber sie muss schrittweise umgesetzt werden. Es ist kongolesisches Erbe, also muss es eines Tages zurückgegeben werden, aber das muss organisiert werden.“